# Giorgio Strehler
Pour les articles homonymes, voir Strehler.
Giorgio Strehler, né le 14 août 1921 à Trieste et mort le 25 décembre 1997 à Lugano, est un metteur en scène italien.
Strehler fait partie des plus célèbres metteurs en scène de théâtre en Europe. Dans son Piccolo Teatro de Milan ses nombreuses mises en scène de Bertolt Brecht et William Shakespeare, et surtout de Carlo Goldoni, l'ont placé avec Peter Brook et Peter Stein dans l'histoire du théâtre européen. Il a également travaillé pour l'opéra dans les lieux les plus prestigieux au monde. Il fut aussi maître de conférences à Vienne, au Séminaire Max-Reinhardt, une école d'art dramatique autrichienne.
Artiste engagé, il a également été sénateur communiste et député européen socialiste en Italie.

## Biographie
Giorgio Strehler, né à Trieste en 1921, a des origines autrichiennes par son père et slaves par sa mère, qui était pianiste.
Au début des années 1940, il réalise ses premières mises en scène importantes dans le cadre des GUF (Gruppo universitario fascista) milanais. Il travaille alors avec de nombreux auteurs émergents, dont Beniamino Joppolo.
Pendant la Seconde Guerre mondiale, il se réfugie en Suisse où il met en scène en 1945 Caligula d'Albert Camus. Puis il monte Les Petits Bourgeois de Maxime Gorki et son premier opéra Jeanne au bûcher de Paul Claudel et Arthur Honegger.
En mai 1947, il fonde avec Paolo Grassi le Piccolo Teatro di Milano, premier théâtre stable d'Italie, de gestion publique et « théâtre pour tous », qu'ils inaugurent avec Les Bas-fonds de Maxime Gorki. Ils dirigent ensemble jusqu’en 1967 ; ensuite Paolo Grassi reste seul à la direction jusqu’en 1972, date à laquelle il prend la direction de La Scala de Milan. Giorgio Strehler revient et lui succède jusqu’en 1997. Strehler accède à une renommée internationale avec la mise en scène d'Arlequin valet de deux maîtres de Carlo Goldoni, à l'affiche pendant cinquante ans.
En 1968, il crée à Rome la compagnie Teatro e Azione, Théâtre et Action.
En 1982, il preside le jury du Festival de Cannes. Il y côtoie, entre autres, Gabriel García Marquez, Geraldine Chaplin, ou Sidney Lumet.
En 1983, il devient député au Parlement européen pour le Parti socialiste italien (PSI), en tant que premier non-élu, à la suite des démissions de Bettino Craxi devenu entre-temps président du conseil des ministres. Son mandat s'achève en 1984.
En 1983, Giorgio Strehler est nommé directeur du théâtre de l'Odéon par Jack Lang. En 1984 il met en scène L'Illusion comique  de Corneille, avec notamment comme interprètes Gérard Desarthe, Hugues Quester et Nada Strancar.
En 1987, il fonde l’École européenne de théâtre qui est rattachée au Piccolo Teatro où les élèves se forment à toutes les disciplines du théâtre.
En 1987, il est élu sénateur avec les indépendants de gauche. Son mandat s'achève en 1992.
En 1990, il est à l’origine de l’Union des théâtres de l’Europe, qui a pour mission de contribuer à la construction de l’Europe par la culture et le théâtre et de développer une action culturelle commune en faveur d’un théâtre d’art considéré comme un instrument de poésie et de fraternité entre les peuples.
En 1990, il a reçu le Prix Europe pour le théâtre.
Le 12 décembre 1996, il démissionne de la direction du Piccolo Teatro à cause des attaques contre lui de la municipalité de Milan. Jack Lang est appelé pour assurer l'intérim avec l'espoir de son retour. Mais Giorgio Strehler meurt le 25 décembre 1997 d'un infarctus dans sa résidence de Lugano, en Suisse. Il s'apprêtait à achever sa dernière mise en scène d'opéra, Così fan tutte de Mozart, à Milan.

## Théâtre
- 1941 : Il cammino (Le chemin) de Beniamino Joppolo, 8 et 10 mai 1941, Gruppo sperimentale « Palcoscenico », Sala Sammartini, Milan.
- 1941 : L'ultima stazione (La dernière gare) de Beniamino Joppolo, (rôle du chef de gare), 25- 26 juin 1941, Gruppo sperimentale « Palcoscenico », avec Paolo Grassi et Italo Valenti, Teatro del Parco della Triennale, Milan.
- 1943 : Il cammino (Le chemin) de Beniamino Joppolo, 8 mai 1943, GUF de Novara, Teatro di Casa Littoria.
- 1945 : Caligula d'Albert Camus, puis
- 1946 : Les Petits Bourgeois de Maxime Gorki

### 1947-1949
- 1947 : Les Bas-fonds de Maxime Gorki, 14 mai
- 1947 : Les Nuits de la colère d'Armand Salacrou, 6 juin
- 1947 : Le Magicien prodigieux de Pedro Calderón de la Barca, 8 juillet
- 1947 : Arlequin serviteur de deux maîtres de Carlo Goldoni, 20 juillet
- 1947 : Les Géants de la montagne de Luigi Pirandello, 16 octobre
- 1947 : L'Orage d'Alexandre Ostrovski, 11 novembre
- 1948 : Crime et Châtiment de Fiodor Dostoïevski, 26 février
- 1948 : Richard II de William Shakespeare, 23 avril
- 1948 : La Tempête de William Shakespeare, 6 juin
- 1948 : Meurtre dans la cathédrale de Thomas Stearns Eliot, 21 août
- 1948 : Le Corbeau de Carlo Gozzi, 26 septembre
- 1948 : La Mouette d'Anton Tchekhov, 24 novembre
- 1948 : La Famille Antropus (The Skin of our teeth) de Thornton Wilder, 29 décembre
- 1949 : La Mégère apprivoisée de William Shakespeare, 17 février
- 1949 : Gente nel tempo d'Ivo Chiesa, 11 mai
- 1949 : Ce soir on improvise de Luigi Pirandello, Théâtre des Champs-Élysées, 24 octobre
- 1949 : Le Petit Eyolf d'Henrik Ibsen, 20 décembre

### 1950-1959
- 1950 : La Parisienne d'Henry Becque, 18 janvier
- 1950 : Richard III de William Shakespeare, 15 février
- 1950 : Les Justes de Albert Camus, 3 mai
- 1950 : Alcesti di Samuele d'Alberto Savinio, 1er juin
- 1950 : La Jeune Fille honnête de Carlo Goldoni, Festival international de théâtre de Venise, 20 juillet
- 1950 : Les Amants de Carlo Goldoni, Teatro Sociale Lecco, 8 octobre
- 1950 : Été et Fumées de Tennessee Williams, 17 octobre
- 1950 : Le Misanthrope de Molière, 16 novembre
- 1950 : La Mort de Danton de Georg Büchner, 16 décembre
- 1951 : Maison de poupée d'Henrik Ibsen, Théâtre Gaetano-Donizetti de Bergame, 13 février
- 1951 : L'oro matto de Silvio Giovaninetti (it), 21 mars
- 1951 : Il ne faut jurer de rien d'Alfred de Musset, 20 avril
- 1951 : Frana allo scalo nord d'Ugo Betti, 11 mai
- 1951 : Henri IV de William Shakespeare, 7 juillet
- 1951 : La Nuit des rois de William Shakespeare, Théâtre en plein air Palais Grassi Venise, 25 août
- 1951 : Électre de Sophocle, Théâtre olympique Vicence, 7 septembre
- 1951 : Le Médecin volant de Molière, 27 octobre
- 1951 : L'Amant militaire de Carlo Goldoni, 27 octobre
- 1951 : Oplà, noi viviamo d'Ernst Toller, 29 novembre
- 1952 : Macbeth de William Shakespeare, 31 janvier
- 1952 : Emma de Federico Zardi, 27 février
- 1952 : Arlequin serviteur de deux maîtres de Carlo Goldoni, Théâtre Quirino Rome, 17 avril
- 1952 : Il cammino sulle acque d'Orio Vergani, 16 mai
- 1952 : Elisabeth reine d'Angleterre de Ferdinand Bruckner, 21 novembre
- 1952 : Le Revizor de Nicolas Gogol, 11 décembre
- 1953 : Les Mains sales de Jean-Paul Sartre, 17 janvier
- 1953 : Sacrilegio massimo de Stefano Pirandello, 18 février
- 1953 : Électre de Sophocle, reprise Théâtre Marigny Paris, 9 mars
- 1953 : Six personnages en quête d'auteur de Luigi Pirandello, 12 mars
- 1953 : Lulu de Carlo Bertolazzi, 30 avril
- 1953 : Un cas intéressant de Dino Buzzati, 15 mai
- 1953 : La Veuve rusée de Carlo Goldoni, La Fenice Festival international de théâtre de Venise, 7 octobre
- 1953 : Jules César de William Shakespeare, 20 novembre
- 1953 : La Sei Giorni d'Ezio D'Errico (it), 18 décembre
- 1954 : L'Imbecille - La Patente - La Giara de Luigi Pirandello, 19 janvier
- 1954 : La Folle de Chaillot de Jean Giraudoux, 24 février
- 1954 : La Mascherata d'Alberto Moravia, 14 avril
- 1954 : La Moglie ideale de Marco Praga, 30 avril
- 1954 : La Trilogie de la villégiature de Carlo Goldoni, 23 novembre
- 1955 : La Cerisaie d'Anton Tchekhov, 13 janvier
- 1955 : La Maison de Bernarda Alba de Federico García Lorca, 21 avril
- 1955 : Tre quarti di luna de Luigi Squarzina, 24 mai
- 1955 : El Nost Milan de Carlo Bertolazzi, 3 décembre
- 1956 : L'Opéra de quat'sous de Bertolt Brecht et Kurt Weill, 10 février
- 1956 : Dal tuo al mio de Giovanni Verga, 2 avril
- 1956 : Arlequin serviteur de deux maîtres de Carlo Goldoni, Royal Lyceum Theatre Festival international d'Édimbourg, 27 août
- 1956 : Ce soir on improvise de Luigi Pirandello, Royal Lyceum Theatre Festival international d'Édimbourg, 30 août
- 1957 : I Giacobini de Federico Zardi, 13 avril
- 1957 : Coriolan de William Shakespeare, 9 novembre
- 1957 : Goldoni e le sue sedici commedie nuove de Paolo Ferrari, 23 décembre
- 1958 : La Bonne Âme du Se-Tchouan de Bertolt Brecht, 22 février
- 1958 : L'Opéra de quat'sous de Bertolt Brecht, 15 novembre
- 1959 : Platonov d'Anton Tchekhov, 27 avril

### 1960-1969
- 1960 : La Visite de la vieille dame de Friedrich Dürrenmatt, 31 janvier
- 1960 : L'Opéra de quat'sous de Bertolt Brecht, reprise Théâtre de Chaillot Paris, 29 mars
- 1960 : L'Égoïste de Carlo Bertolazzi, 11 novembre
- 1961 : Schweyk dans la Deuxième Guerre mondiale de Bertolt Brecht, 25 janvier
- 1962 : L'Exception et la Règle de Bertolt Brecht, 11 mai
- 1962 : Souvenir de deux Lundis d'Arthur Miller, 11 mai
- 1963 : La Vie de Galilée de Bertolt Brecht, 22 avril
- 1963 : Arlequin serviteur de deux maîtres de Carlo Goldoni, Villa Litta Milan, 10 juillet
- 1964 : Les Nuits de la colère d'Armand Salacrou, 19 mai
- 1964 : Barouf à Chioggia de Carlo Goldoni, 29 novembre
- 1964 : Le Cas Robert Oppenheimer de Heinar Kipphardt, 30 novembre
- 1965 : Le Jeu des puissants de William Shakespeare d'après Henri VI, 21 juin
- 1966 : Duecentomila e uno de Salvato Cappelli (it), 4 mai
- 1966 : Les Géants de la montagne de Luigi Pirandello, Teatro Lirico Milan, 26 novembre
- 1967 : Io, Bertolt Brecht de Bertolt Brecht, 9 juin

### 1970-1979
- 1970 : Sainte Jeanne des Abattoirs de Bertolt Brecht, Teatro della Pergola Florence, 3 juillet
- 1972 : Le Roi Lear de William Shakespeare, 4 novembre
- 1973 : L'Opéra de quat'sous de Bertolt Brecht et Kurt Weill, Teatro Metastasio Prato, 14 février
- 1973 : Arlequin serviteur de deux maîtres de Carlo Goldoni, Villa Comunale Milan, 24 juin
- 1974 : La Cerisaie d'Anton Tchekhov, 21 mai
- 1975 : Il Campiello de Carlo Goldoni, 30 mai
- 1975 : Il Campiello de Carlo Goldoni, reprise Théâtre national de l'Odéon, 4 octobre
- 1976 : Le Balcon de Jean Genet, 18 mai
- 1976 : La Cerisaie d'Anton Tchekhov, reprise Théâtre national de l'Odéon, 9 septembre
- 1976 : Io, Bertolt Brecht de Bertolt Brecht, reprise Théâtre national de l'Odéon, 17 octobre
- 1976 : La Storia della bambola abbandonata d'après Bertolt Brecht, La Scala, 22 décembre
- 1977 : Arlequin serviteur de deux maîtres de Carlo Goldoni, Théâtre national de l'Odéon, 4 octobre
- 1977 : Le Roi Lear de William Shakespeare, reprise Théâtre national de l'Odéon, 2 novembre
- 1978 : La Tempête de William Shakespeare, La Scala, 28 juin
- 1978 : La Trilogie de la villégiature de Carlo Goldoni, Comédie-Française au Théâtre national de l'Odéon, 16 décembre
- 1979 : La Trilogie de la villégiature de Carlo Goldoni, reprise Comédie-Française au Théâtre national de l'Odéon, 18 septembre
- 1979 : Io, Bertolt Brecht n.3 : essere amici al mondo de Bertolt Brecht, 26 septembre
- 1979 : El Nost Milan de Carlo Bertolazzi, 18 décembre

### 1980-1989
- 1980 : Orage d'August Strindberg, 18 juin
- 1981 : La Bonne Âme du Se-Tchouan de Bertolt Brecht, Teatro Comunale Modène, 9 avril
- 1981 : Milva canta Brecht de Bertolt Brecht, Théâtre national de l'Odéon, 17 mai
- 1982 : Oh les beaux jours de Samuel Beckett, 5 mai
- 1982 : Io, Bertolt Brecht n.3 : essere amici al mondo de Bertolt Brecht, reprise Théâtre national de l'Odéon, 20 octobre
- 1982 : Arlequin serviteur de deux maîtres de Carlo Goldoni, reprise Théâtre national de l'Odéon, 27 octobre
- 1983 : Minna von Barnhelm de Gotthold Ephraim Lessing, 29 mai
- 1983 : La Tempête de William Shakespeare, reprise Théâtre national de l'Odéon, 3 novembre
- 1984 : Minna de Barnheim de Gotthold Ephraim Lessing, reprise Théâtre national de l'Odéon, 10 janvier
- 1984 : Milva canta Brecht de Bertolt Brecht, Olympic Arts Festival Los Angeles, 8 juillet
- 1984 : L'Illusion comique de Corneille, Théâtre national de l'Odéon, 7 novembre
- 1985 : Orage d'August Strindberg, reprise Théâtre national de l'Odéon, 20 janvier
- 1985 : La Grande Magie d’Eduardo De Filippo, 3 mai
- 1986 : Elvira o la passione teatrale d'après les leçons de Louis Jouvet, 30 juin
- 1986 : L'Opéra de quat'sous de Bertolt Brecht et Kurt Weill, Théâtre national de l'Odéon, 1er novembre
- 1987 : La Grande Magie d’Eduardo De Filippo, reprise Théâtre national de l'Odéon, 6 janvier
- 1987 : Arlequin serviteur de deux maîtres de Carlo Goldoni
- 1988 : Comme tu me veux de Luigi Pirandello, 27 mars
- 1988 : Libero - Il tempo stringe de Renato Sarti et Antonio Tabucchi, 30 décembre
- 1989 : Faust Fragments I d'après Goethe, 18 mars
- 1989 : Arlequin serviteur de deux maîtres de Carlo Goldoni, reprise Théâtre national de l'Odéon, 23 juin

### 1990-1999
- 1990 : Arlequin serviteur de deux maîtres de Carlo Goldoni, 30 octobre
- 1991 : Faust Fragments II d'après Goethe, 28 avril
- 1992 : Barouf à Chioggia de Carlo Goldoni, Théâtre Lope de Vega Séville, 7 octobre
- 1993 : Arlequin serviteur de deux maîtres de Carlo Goldoni, 26 janvier
- 1993 : Il Campiello de Carlo Goldoni, 6 février
- 1993 : Il Campiello de Carlo Goldoni, reprise Odéon-Théâtre de l'Europe, 8 juillet
- 1993 : Barouf à Chioggia de Carlo Goldoni, reprise Odéon-Théâtre de l'Europe, 5 novembre
- 1994 : Les Géants de la montagne de Luigi Pirandello, Teatro Lirico Milan, 27 février
- 1994 : L'Île des esclaves de Marivaux, Théâtre Poliorama Barcelone, 18 octobre
- 1994 : La Storia della bambola abbandonata de Alfonso Sastre et Giorgio Strehler d'après Bertolt Brecht, 25 octobre
- 1995 : L'Île des esclaves de Marivaux, reprise Odéon-Théâtre de l'Europe, 20 septembre
- 1995 : L'Exception et la Règle de Bertolt Brecht, 1er décembre
- 1996 : La Bonne Âme du Se-Tchouan de Bertolt Brecht, 26 mars
- 1997 : Arlequin serviteur de deux maîtres de Carlo Goldoni, 14 mai
- 1997 : Elvira o la passione teatrale d'après les leçons de Louis Jouvet, 19 juin
- 1998 : Arlequin serviteur de deux maîtres de Carlo Goldoni, reprise Odéon-Théâtre de l'Europe, 5 mars
- La Cantate du monstre lusitanien de Peter Weiss

## Opéra
- 1946 : Jeanne au bûcher de Paul Claudel et Arthur Honegger
- 1947 : La traviata de Giuseppe Verdi
- 1947 : L'Amour des trois oranges de Sergueï Prokofiev
- Le Mariage secret de Domenico Cimarosa, Scala de Milan
- Lulu d'Alban Berg, Fenice
- Don Pasquale de Gaetano Donizetti, Scala de Milan
- Ariane à Naxos de Richard Strauss, Scala de Milan
- Werther de Jules Massenet, Scala de Milan
- L'Élixir d'amour de Gaetano Donizetti, Scala de Milan
- L'Ange de feu de Sergueï Prokofiev, Fenice
- Louise de Gustave Charpentier, Scala de Milan
- L'Histoire du soldat d'Igor Stravinsky, Scala de Milan
- Le Chapeau de paille d'Italie de Nino Rota, Scala de Milan
- Mahagonny, de Bertolt Brecht et Kurt Weill, Scala de Milan
- L'Enlèvement au sérail de Mozart, Salzbourg
- Cavalleria rusticana de Pietro Mascagni, Scala de Milan
- Fidelio de Ludwig van Beethoven, Florence
- Simon Boccanegra de Giuseppe Verdi
- La Flûte enchantée de Mozart, Salzbourg
- 1973 : Les Noces de Figaro de Mozart, Opéra royal de Versailles, Palais Garnier
- Macbeth de Giuseppe Verdi, Scala de Milan
- L'Amour des trois oranges de Sergueï Prokofiev
- Falstaff de Giuseppe Verdi, Scala de Milan
- Lohengrin de Richard Wagner, Scala de Milan
- Don Giovanni de Mozart, Scala de Milan

## Prix et récompenses
- 1965 : Prix du meilleur spectacle étranger du Syndicat de la critique pour Barouf à Chioggia de Carlo Goldoni, Piccolo Teatro di Milano au Théâtre des Nations
- 1966 : Prix du meilleur spectacle étranger du Syndicat de la critique pour Les Géants de la montagne de Luigi Pirandello, Piccolo Teatro di Milano au Théâtre des Nations
- 1978 : Grand Prix du théâtre du Syndicat de la critique pour Arlequin serviteur de deux maîtres de Carlo Goldoni
- 1982 : Prix du meilleur spectacle étranger du Syndicat de la critique pour La Bonne Âme du Se-Tchouan de Bertolt Brecht, Piccolo Teatro di Milano au Théâtre de la Porte-Saint-Martin
- 1983 : Prix du meilleur spectacle étranger du Syndicat de la critique pour La Tempête de William Shakespeare, Piccolo Teatro di Milano au Théâtre national de l'Odéon
- 1990 : Prix Europe pour le théâtre
- 1991 : Prix Friedrich-Gundolf
- 1993 : Prix du meilleur spectacle étranger du Syndicat de la critique pour Barouf à Chioggia de Carlo Goldoni, Piccolo Teatro di Milano à l'Odéon-Théâtre de l'Europe

## Prix Europe pour le Théâtre - Premio Europa per il Teatro
En mai 1990, il a reçu le IIIème Prix Europe pour le théâtre à Taormine, avec cette motivation :
Le Jury a attribué à l’unanimité le Prix Europe pour le Théâtre à Giorgio Strehler, dont l’œuvre représente sans doute la pierre angulaire du bâtiment du Théâtre européen tout comme il se représentait dans l'après-guerre. Et non seulement l’œuvre du metteur en scène, mais celle du directeur, de l’animateur, de l’acteur, de l’écrivain, du traducteur, du pédagogue, apôtre d’une idée globale du Théâtre, enracinée dans le tissu social et politique, qui s’est répercutée sur toute la culture théâtrale européenne. Les différents aspects d’une personnalité qui convergent dans l’unicité d’une action visant constamment à la construction de structures d’un Théâtre européen vu comme un atelier commun d’initiatives et d’expériences déjà manifestées dans le Piccolo Teatro de Milan et ensuite dans la réalisation du premier organisme théâtral européen, ce Théâtre de l’Europe dont Strehler fut appelé à assumer toute la responsabilité, qui s’est aujourd’hui élargie dans le cadre des transformations qui ont intéressé notre pays et celles de la culture théâtrale dont il a été l’un des promoteurs.